# Inazuma Eleven Strikers 2012 Xtreme
Inazuma Eleven Strikers 2012 XTreme [イナズマイレブン ストライカーズ 2012エクストリーム] é o segundo jogo da franquia de Inazuma Eleven disponível para Wii.Foi lançado no dia 22 de dezembro de 2011.

## Jogabilidade
A jogabilidade é semelhante ao Inazuma Eleven Strikers, mas agora você pode jogar com a Raimon (GO).

## Equipes Jogavéis
- Raimon (GO)
- Team Zero
- Equipes anteriores do último jogo.